# Ljudstvo Hamar
Ljudstvo Hamar (imenovano tudi Hamer) je skupnost, ki naseljuje jugozahodno Etiopijo. Živijo v Hamer woredi (ali okrožju), rodovitnem delu doline reke Omo, v coni Debub Omo nekdanje regionalne države Južne Etiopije (SERS). Večinoma so pastirji, zato njihova kultura visoko ceni govedo.

## Demografija
Nacionalni popis leta 2007 je poročal o 46.532 ljudeh v tej etnični skupini, od tega 10.000 mestnih prebivalcev. Velika večina (99,13 %) živi v regiji Regionalna država Južne Etiopije.
Po etiopskem nacionalnem popisu leta 1994 je bilo 42.838 govorcev jezika Hamer in 42.448 ljudi, ki so se sami opredelili za Hamer, kar predstavlja približno 0,1 % celotnega etiopskega prebivalstva.

## Kultura
Hamarji so znani po svojem edinstvenem običaju »skakanja čez bike«, ki fanta iniciira v moškost. Najprej plešejo sorodnice in vabijo moške, ki so bili nedavno iniciirani na bičanje; to kaže njihovo podporo posvečenemu, njihove brazgotine pa jim govorijo o tem, s kom naj se poročijo.
Deček mora dvakrat teči sem in tja čez hrbet vrste bikov ali kastriranih volov in je zasmehovan, če mu ne uspe.
Moški iz plemena si pogosto oblikujejo lase z glino in ustvarjajo nekakšno skulpturo, ki je oblikovana z različnimi pigmenti, večinoma rdečimi in belimi, pri glajenju gline pa ustvarijo zelo majhno štrlečo cev, v katero spravijo nojeva perja iz svojih lovov.
Pomočnik upravitelja okrožja Hamer Bena, Ato Imnet Gašab, je komentiral, da je le sedem članov plemena kdaj zaključilo srednjo izobrazbo.
Mingi je v prepričanju Hamarjev in sorodnih plemen stanje nečistosti ali "obredne onesnaženosti"; da so otroci z domnevnimi in resničnimi telesnimi nepravilnostmi ritualno nečisti. Osebo, pogosto otroka, ki je veljala za mingi, so prisilno trajno ločili od plemena tako da je ostala sama v džungli in praviloma umrla ali pa se je utopila v reki. Leta 2015 je bil izdan film o praksah Mingi, imenovan Omo Child: The River and the Bush.

## Filmi
- 1973 – Rivers of Sand by Robert Gardner, barvni, 83 min
- 1994 – Sweet Sorghum: An Ethnographer's Daughter Remembers Life in Hamar, Southern Ethiopia: a film by Ivo Strecker and Jean Lydall and their daughter Kaira Strecker. A production of IWF. Watertown, Massachusetts: Documentary Educational Resources, [released c. 1997]. VHS. Presenter/narrator, Kaira Strecker; producer, Rolf Husmann.
- 1996 release – "The Hamar Trilogy." A series of three films by Joanna Head and Jean Lydell; distributed by Filmakers Library, NYC. Titles in the series are: The Women Who Smile, Two Girls Go Hunting and Our Way of Loving.
- 2001 – Duka's Dilemma: A Visit to Hamar, Southern Ethiopia. A film by Jean Lydall and Kaira Strecker. Watertown, Massachusetts: Documentary Educational Resources, released in 2004. DVD. Camera, sound, and editing, Kaira Strecker; anthropology and production, Jean Lydall.
- 2001 – The Last Warriors: The Hamar and Karo Tribes: Searching for Mingi. A Trans Media production; Southern Star. Princeton, New Jersey: Films for the Humanities & Sciences. VHS. From The Last Warriors: Seven Tribes on the Verge of Extinction. Series producer/executive producer, Michael Willesee Jr.; writer/director, Ben Ulm. ISBN 0-7365-3606-X.